# 武井俊輔
武井 俊輔（たけい しゅんすけ、1975年3月29日 - ）は、日本の政治家。
衆議院議員（4期）、外務副大臣、外務大臣政務官、宮崎県議会議員（1期）などを歴任。

## 来歴
宮崎県宮崎市生まれ。宮崎市立大塚中学校、宮崎県立宮崎西高等学校卒業。高校在学中は生徒会役員を務める。1993年、中央大学文学部史学科に推薦入学。中大在学中は弁論部（辞達学会）に所属し、関東地区の大学弁論部の交流・連絡機関である全関東学生雄弁連盟（全関）中央執行委員長を務めた。また大学時代、地元・宮崎県選出衆議院議員の米沢隆（民社党）の薫陶を受ける。辞達学会の1年後輩には立憲民主党の道下大樹がいる。また立憲民主党の泉健太とは、大学弁論部時代から交流がある。学士（史学）を取得。大学卒業後は宮崎交通に入社し、路線バスのICカード「宮交バスカ」導入を担当した。
2003年、宮崎交通を退社し、同年2月から8月までシンガポールに留学。同年9月、早稲田大学大学院公共経営研究科専門職学位課程に入学し、北川正恭や筑紫哲也らに師事した。2004年7月、勉強会「みやざきみらいフォーラム」を立ち上げる。2005年9月、早大大学院公共経営研究科を修了し、公共経営修士（専門職）を取得。楽天株式会社入社。楽天トラベルに出向し、バスツアーなどの観光事業を担当した。
2006年11月、宮崎に帰郷。楽天の立候補休職制度（当選後に退職）を利用し、同年12月、宮崎県議会議員選挙に無所属で出馬する意向を表明。2007年4月の選挙戦ではボランティア中心の草の根的な選挙運動を展開し、宮崎市選挙区で初当選した。当選後、会派「愛みやざき」を立ち上げ、総務リーダーに就任。2011年、自民党宮崎県第一選挙区支部長に就任。
2012年12月、第46回衆議院議員総選挙に自民党公認で宮崎1区から出馬。民主党前職（国民新党推薦）の川村秀三郎、日本維新の会元職の中山成彬らを破り、初当選した（中山は比例復活）。
2014年12月、第47回衆議院議員総選挙では維新の党の元参議院議員外山斎らを破り、再選。
2015年5月、國場幸之助、石崎徹と共に「歴史修正主義的なナショナリズムを排除した保守を目指す」ことを掲げた勉強会「過去を学び“分厚い保守政治”を目指す若手議員の会」を立ち上げ、共同代表世話人に就任した。
2016年8月5日、第3次安倍第2次改造内閣で、外務大臣政務官に就任。
2017年10月、第48回衆議院議員総選挙で希望の党の外山らを破り3選。
後述の不祥事の影響で自民党の県議であった脇谷のりこが出馬し保守分裂状態になったこともあり、2021年10月31日の第49回衆議院議員総選挙では、立憲民主党の新人の渡辺創に僅差で敗れるも比例九州ブロックで比例復活し、4選。
2022年8月12日、第2次岸田第1次改造内閣で、外務副大臣に就任。
2024年9月12日、自民党総裁選挙が告示され、旧岸田派からは林芳正と上川陽子の2人が立候補した。投票日前日の9月26日22時半頃、産経新聞は、麻生太郎が1回目の投票から高市早苗を支援するよう自派閥の議員に指示を出したとスクープした。9月27日朝、岸田文雄首相は高市が決選投票に残る可能性が高いと踏み、「決選は高市氏以外。党員票が多い方に投じてほしい」と旧岸田派のメンバーに一気に指示を下ろした。高市は1回目の議員投票で、報道各社の事前調査での30～40票を大きく上回る72票を獲得した。党員数と合わせた得票数は1位だったが、決選投票で石破茂に敗れた。武井は1回目の投票では林に投じた。決選投票については、テレビ宮崎の取材に対し、投票先を公表しなかった。
同年10月15日、第50回衆議院議員総選挙が公示され、宮崎1区からは武井、立憲民主党公認の渡辺、日本維新の会公認の元参議院議員の外山斎、参政党公認の滋井祐香の計4人が立候補した。自民党は裏金問題や統一教会問題、10月23日に発覚した非公認候補への2000万円支給問題などで逆風が吹き荒れた。10月27日、総選挙執行。投票締め切りの20時直後に宮崎放送は渡辺の当選確実を報じ、渡辺は2期目の当選を果たした。武井は比例復活もかなわず、議席を失った。

## 政策・主張

### 憲法問題
- 憲法改正について、2017年のアンケートで「賛成」と回答[23]。2021年のアンケートで「どちらかといえば賛成」と回答[24]。
- 憲法9条への自衛隊の明記について、2021年のアンケートで「賛成」と回答[25]。
- 安全保障関連法の成立について、2017年のアンケートで「評価する」と回答[23]。

### ジェンダー問題
- 選択的夫婦別姓制度の導入について、2017年、2021年のアンケートで「どちらかといえば賛成」と回答[23][24]。
- 同性婚を可能とする法改正について、2021年の朝日新聞社のアンケートでは「どちらとも言えない」と回答[24]。2021年のNHKのアンケートでは回答しなかった[25]。
- 「LGBTなど性的少数者をめぐる理解増進法案を早期に成立させるべきか」との問題提起に対し、「どちらとも言えない」と回答[24]。
- クオータ制の導入について、2021年のアンケートで回答しなかった[25]。

### 税制
- 2012年の公開アンケートにおいて、消費税を2014年4月に8%、2015年10月に10%まで引き上げる法律が成立したことについて「法律通りに引き上げるべきだ」と回答している[26]。
- 2014年の公開アンケートにおいて、「2017年4月に消費税率を10%に引き上げるべきだ」と回答している[27]。
- 2017年の公開アンケートにおいて、消費税10%に「どちらかと言えば賛成」と回答している[28]。
- たばこ税の増税に反対している[29]。

### その他
- 「原子力発電への依存度について今後どうするべきか」との問題提起に対し、2021年のアンケートで「現状を維持すべき」と回答[25]。
- 新型コロナウイルス対策として、消費税率の一時的な引き下げについて、「必要でない」と回答[25]。
- 「他国からの攻撃が予想される場合には敵基地攻撃もためらうべきではない」との問題提起に対し、「どちらかといえば賛成」と回答[24]。
- アベノミクスについて、2017年のアンケートで「評価する」と回答[23]。
- 安倍内閣による森友学園問題・加計学園問題への対応について、2017年のアンケートで「どちらとも言えない」と回答[23]。
- 北朝鮮問題への取り組みをどちらかと言えば評価する[23]。
- 共謀罪法をどちらかと言えば評価する[23]。

## 不祥事

### 公選法違反の疑い（2015年/2021年）
- 2015年、武井の後援団体「優俊会」が選挙区内のスタッフの親の葬儀に供花したり、会員に祝いの花を贈ったりしていた[30][31]。公職選挙法は政治家の後援団体による選挙区内での供花を禁じている[30][31]。
- 2021年10月14日、衆議院解散のタイミングで国会前で動画を撮影。その撮影時に「選挙区ではたけい俊輔（自民党）、比例代表では公明党、共に勝利すべく、最後まで全力を尽くしてまいります」とコメントし、同様の内容を動画とテキスト合わせて自身のFacebookに投稿した（その後テキスト、動画共に当該部分だけ削除）。

### 2019年の秘書飲酒運転衝突事故
2019年9月29日、武井の私設秘書が乗用車を飲酒運転し、警視庁の車に衝突する事故を起こした。事故前には武井を羽田空港まで送っていたが、武井は「車内では全く気付かなかった」としている。

### 2021年の公設秘書あて逃げ事故
2021年6月、武井が乗っていた車が当て逃げ事故を起こした際、ドライブレコーダーに「行ってしまえ」という武井の声が残されていた。しかしその発言が不問にされて当て逃げ教唆の容疑で立件されなかった。事件は、政治日程の影響で選挙後まで捜査はできず、10月31日の衆院選で武井は4期目となる比例当選を果たした。7カ月後の2022年1月、無車検・無保険の疑いで書類送検されたが、3月に不起訴になった。
事故当日の2021年6月8日夕方は、武井の公設秘書が、車検や自賠責保険が切れた武井名義の車を運転し、東京都港区六本木の交差点付近で自転車にぶつかり、軽傷を負わせながら立ち去った。事故後、赤信号で止まっているところを、追いかけた被害者の男性によってふさがれた。後部座席から降りた武井は、被害者を救護しようとせず、「私は関係ないんで」と言ったという。
10月の衆院選に、自民党宮崎県連は武井の公認見送りを党本部に打診したが、党は公認し、県連の反発で、同党の県議が出馬を表明する事態になり、保守分裂となった。
10月31日の衆院選で武井は小選挙区では落選したものの、4期目となる比例当選を果たした。
2022年1月5日、事故から7ヶ月後、武井が無車検（道路運送車両法違反）、無保険（自動車損害賠償保障法違反）の疑いで警視庁に書類送検された。当時の秘書についても過失運転傷害（自動車運転処罰法違反）、当て逃げ（道路交通法違反）、無車検、無保険の疑いで書類送検された。3月30日、東京地方検察庁は武井を嫌疑不十分で不起訴（無車検・無保険の事実を知っていたか十分な証拠がない）とした。当時の秘書については過失傷害の罪で略式起訴した。

### 2024年の秘書による速度超過
2024年4月28日に公設秘書が運転する車に乗り宮崎県日南市の国道を走行した際、速度を大幅に超過していた。武井は後部座席に乗っており、付近の制限速度は時速60キロだったが、武井が撮影してXに投稿した写真に「91キロ」と表示されたスピードメーターが写っていた。5月2日、宮崎市で記者会見を開き、「作業に没頭しており、速度超過の認識はなかった。おわび申し上げる」と謝罪した。第三者が投稿を引用して拡散したことにより発覚した。

## 選挙歴
| 当落 | 選挙                     | 執行日         | 年齢 | 選挙区       | 政党       | 得票数    | 得票率 | 定数 | 得票順位 /候補者数 | 政党内比例順位 /政党当選者数 |
| ---- | ------------------------ | -------------- | ---- | ------------ | ---------- | --------- | ------ | ---- | ------------------ | ---------------------------- |
| 当   | 2007年宮崎県議会議員選挙 | 2007年4月8日   | 32   | 宮崎市選挙区 | 無所属     | 9873票    | ーー   | 12   | 4/20               | /                            |
| 当   | 第46回衆議院議員総選挙   | 2012年12月16日 | 37   | 宮崎県第1区  | 自由民主党 | 7万8392票 | 41.36% | 1    | 1/6                | /                            |
| 当   | 第47回衆議院議員総選挙   | 2014年12月14日 | 39   | 宮崎県第1区  | 自由民主党 | 8万9171票 | 54.19% | 1    | 1/4                | /                            |
| 当   | 第48回衆議院議員総選挙   | 2017年10月22日 | 42   | 宮崎県第1区  | 自由民主党 | 9万4780票 | 55.18% | 1    | 1/3                | /                            |
| 比当 | 第49回衆議院議員総選挙   | 2021年10月31日 | 46   | 宮崎県第1区  | 自由民主党 | 5万9649票 | 32.02% | 1    | 2/4                | 4/8                          |
| 落   | 第50回衆議院議員総選挙   | 2024年10月27日 | 49   | 宮崎県第1区  | 自由民主党 | 4万9310票 | 28.86% | 1    | 2/4                | 12/7                         |

## 所属団体・議員連盟
- 自民党たばこ議員連盟[51]
- 自由民主党バス議員連盟
- 日本会議国会議員懇談会[52]
- 神道政治連盟国会議員懇談会[52]
- みんなで靖国神社に参拝する国会議員の会[52]
- TPP交渉における国益を守り抜く会
- 日韓議員連盟
- 自由民主党漬物振興議員連盟 事務局長<食料新聞>